# Fabulous Muscles
Fabulous Muscles è il terzo album in studio del gruppo musicale statunitense Xiu Xiu, pubblicato nel 2004.

## Tracce
1. Crank Heart – 3:19
2. I Luv the Valley OH! – 2:59
3. Bunny Gamer (b) – 2:40
4. Little Panda McElroy (b) – 4:25
5. Support Our Troops OH! (Black Angels OH!) – 4:46
6. Fabulous Muscles (Mama Black Widow Version) – 4:10
7. Brian the Vampire – 2:38
8. Nieces Pieces (Boat Knife Version) – 3:33
9. Clowne Towne – 3:50
10. Mike – 5:13